# Patricia Morrison
Patricia Morrison (Los Ángeles, 14 de enero de 1962) es una cantante, bajista y compositora de rock estadounidense.
Patricia llegó a pertenecer a la primera ola del punk rock ya que fue una de los miembros fundadores de la banda de punk rock The Bags, banda formada en 1977, luego dejó el grupo para formar "Legal Weapon" en 1981. Un año después fue invitada a formar parte del grupo The Gun Club, del cual se separó tras dos giras musicales para crear el grupo "Fur Bible". Tras abrir un concierto para Siouxsie & The Banshees fue contactada por Andrew Eldritch, quien le preguntó si quería ser parte de su banda de rock gótico The Sisters of Mercy, aceptó. En 1986 realizó junto a sus colegas de The Sisters of Mercy, el proyecto paralelo The Sistershood, donde trabajo en el álbum "Gift" y posteriormente el exitoso álbum Floodland en The Sisters Of Mercy. Dejó la banda a inicios de los noventa y en 1994 lanzó un álbum como solista titulado Reflect on This y posteriormente "Flight".
Según Jennifer Park:
"La elección de Patricia Morrison como bajista de The Sisters Of Mercy que comienza con su trabajo en el álbum Floodland en 1987 no fue una decisión tomada sin considerar su valor estético. Los vídeos musicales y fotografías promocionales mostraban a una perfecta chica con estética gótica con las cejas altas y arqueadas, delineador de ojos negro, labios pintados de color rojo sangre, peinado cardado, largas uñas negras".
La canción "Lucretia my reflection" de The Sisters of Mercy fue escrita por Andrew Eldritch sobre Patricia Morrison, la letra de la canción compara a la figura de Lucrecia con ella. En los 90's deja la banda afirmando que el dinero que le debía Eldritch no fue pagado.
En 1996 fue invitada a unirse a la banda de Punk rock y Rock gótico The Damned después de que Paul Gray, el bajista del grupo, fuera lesionado por un fan durante un concierto. Ese mismo año se casó con Dave Vanian, líder de la banda y en 2004 se retiró del grupo tras dar a luz a su hija, Emily Vanian.